# Barrage des Salvages
Le barrage des Salvages est un barrage hydroélectrique français situé sur la rivière de l’Agout, un important affluent gauche du Tarn.
Le barrage est intégré au Groupe d’Exploitation Hydraulique Tarn-Agout. Le GEH Tarn-Agout est l’un des quatre sous-ensembles de l’unité de production d’EDF Sud-Ouest, il emploie 152 salariés.

## Géographie
Dans le département du Tarn, c’est l’infrastructure hydroélectrique la plus proche de la ville de Castres. Il est établi près du village des Salvages dans la commune de Burlats.

## Histoire
Construit en 1958, l’équipement a fait l’objet d’importants travaux entre 2014 et 2016. Au cours de ce chantier, le groupe EDF aura consacré près de 2,5 millions d’euros à la rénovation de 2 des 3 clapets du barrage. 

## Caractéristiques techniques
L’installation s’étend sur 70 mètres de long en aval de la centrale hydroélectrique de Carla. La capacité de la retenue peut atteindre 125 000 m3. 